# Торгун (селище)
Торгун (рос. Торгун) — селище у Старополтавському районі Волгоградської області Російської Федерації.
Населення становить 752 особи. Входить до складу муніципального утворення Торгунське сільське поселення.

## Історія
Селище розташоване у межах українського історичного та культурного регіону Жовтий Клин.
Селище засноване 1931 року.
Згідно із законом від 17 січня 2005 року № 991-ОД органом місцевого самоврядування є Торгунське сільське поселення.

## Населення
| 2010 |
| ---- |
| 752  |